# Kilyana lorne
Kilyana lorne là một loài nhện trong họ Zoropsidae.
Loài này thuộc chi Kilyana. Kilyana lorne được Raven & Stumkat miêu tả năm 2005.